# Oenanthe leucura

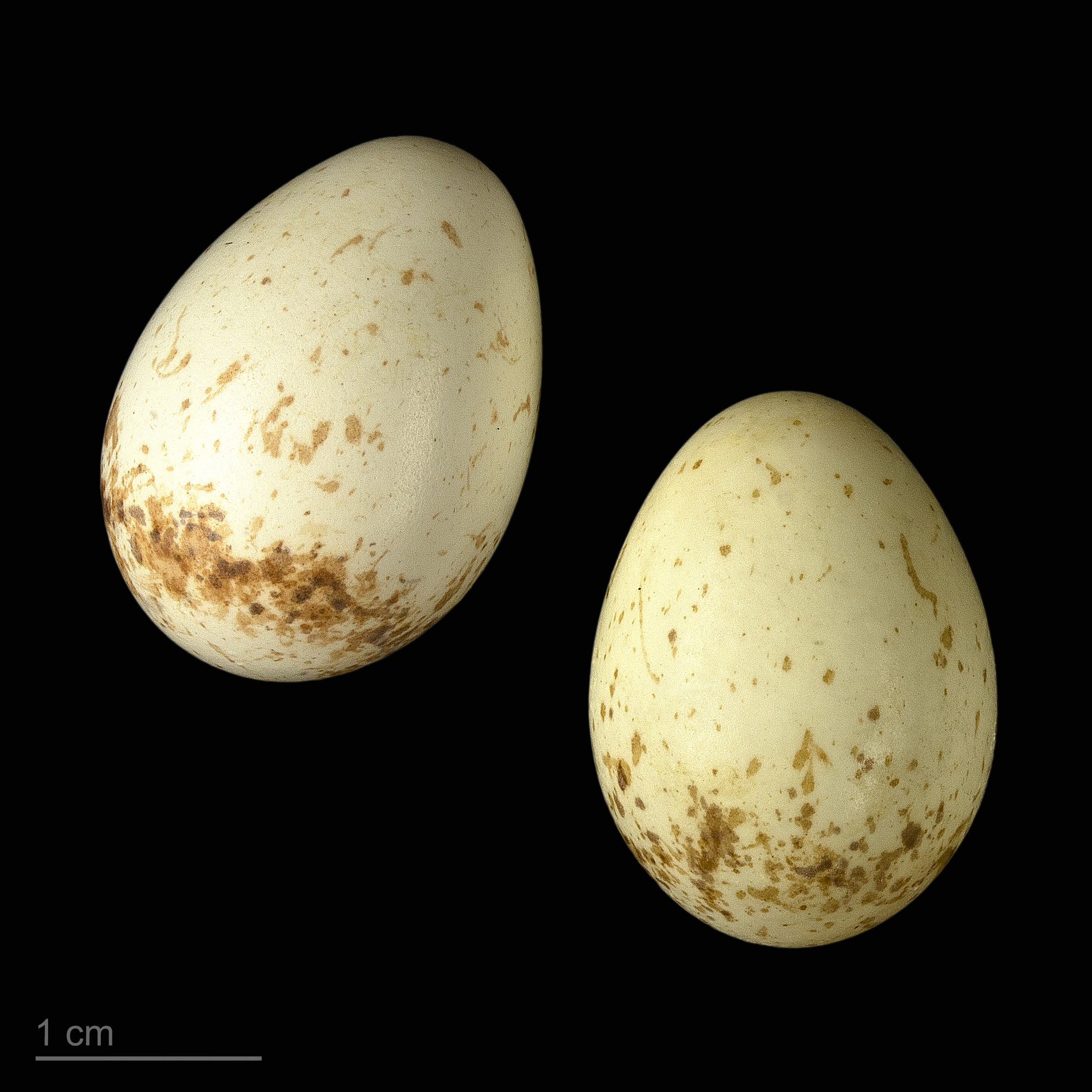
Oenanthe leucura syenitica

Oenanthe leucura là một loài chim trong họ Muscicapidae.